# Tricholoma fracticum
Tricholoma fracticum är en svampart som först beskrevs av Max Britzelmayer, och fick sitt nu gällande namn av Kreisel 1984. Tricholoma fracticum ingår i släktet musseroner och familjen Tricholomataceae.   Inga underarter finns listade i Catalogue of Life.

## Bildgalleri

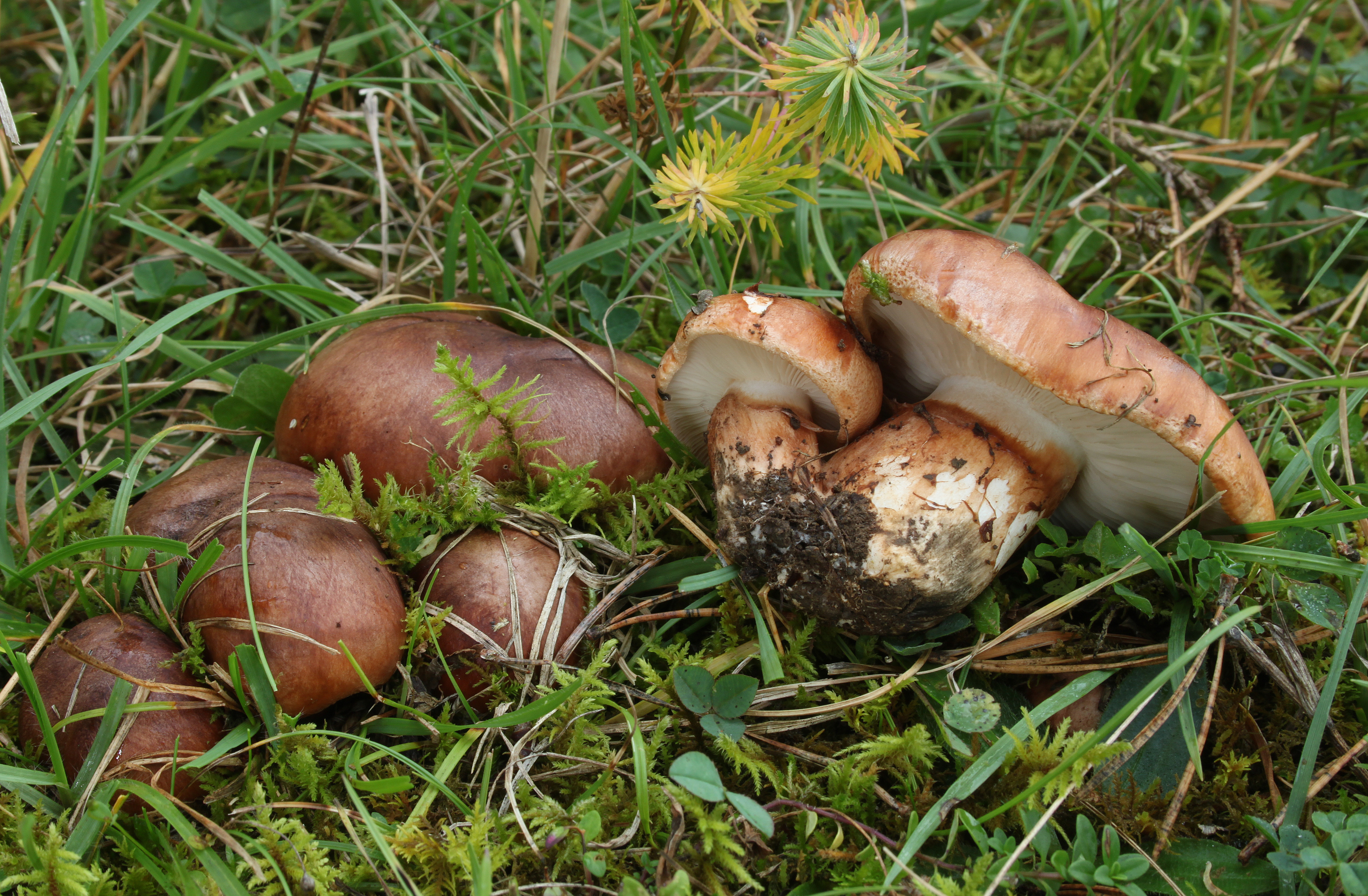